# Jim Nicholson (Noord-Iers politicus)

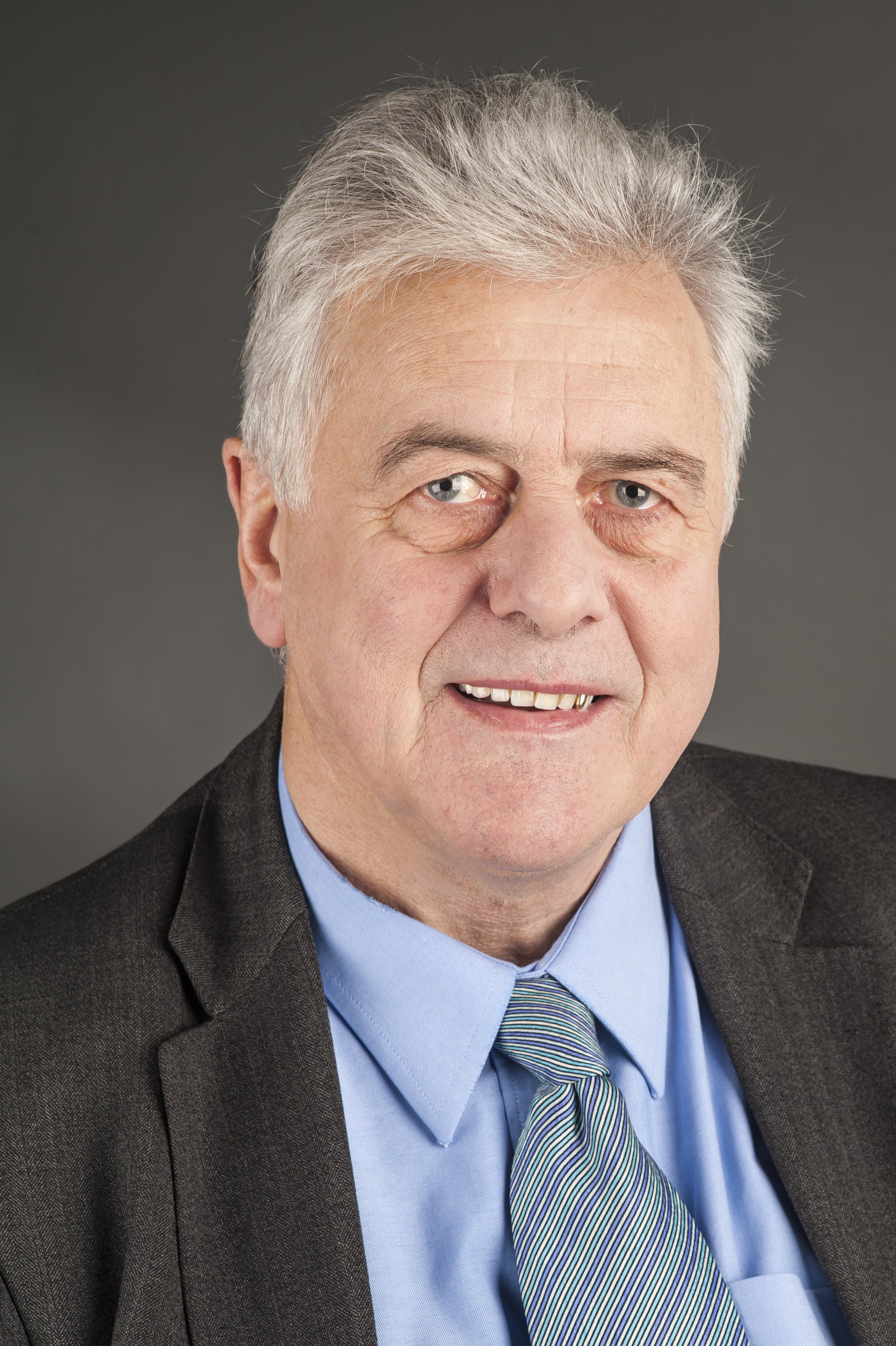
Jim Nicholson

James Frederick (Jim) Nicholson (Armagh, 29 januari 1945) is een Noord-Iers politicus en lid van het Europees Parlement voor de Ulster Unionist Party.
Zijn politieke carrière startte Nicholson in 1976 als lid van de gemeenteraad van Armagh, van deze stad werd hij in 1996 tevens burgemeester. In 1982 werd hij gekozen tot lid van het Assemblee voor Noord-Ierland en in 1983 werd hij lid van het Britse Lagerhuis. In december 1985 verliet hij met een groep andere parlementariërs het Lagerhuis uit protest tegen een overeenkomst tussen Ierland en het Verenigd Koninkrijk om een einde te maken aan 'The Troubles'. Het lukte hem tijdens de tussentijdse verkiezingen in het district 'Newry and Armagh' in 1986 niet zijn zetel terug te krijgen, ook deed hij tevergeefs mee aan de Lagerhuisverkiezingen van 1987. 

Nicholson is getrouwd en heeft zeven kinderen.

## Europees Parlement
Sinds 1989 zit Nicholson onafgebroken in het Europees Parlement. Hij is de lid van de fractie van Europese Conservatieven en Hervormers. Van 2004 tot 2009 was hij een van de Quaestors in het parlement. Nicholson is betrokken bij verschillende commissies en delegaties, hij is:
- Lid van de 'Commissie landbouw en plattelandsontwikkeling'
- Lid van de 'Delegatie in de Gemengde Parlementaire Commissie EU-Mexico'
- Lid van de 'Delegatie in de Euro-Latijns-Amerikaanse Parlementaire Vergadering'
- Plaatsvervanger in de 'Commissie milieubeheer, volksgezondheid en voedselveiligheid'
- Plaatsvervanger in de 'Commissie regionale ontwikkeling'
- Plaatsvervanger in de 'Delegatie voor de betrekkingen met de Zuidoost-Aziatische landen en de Associatie van Zuidoost-Aziatische staten (ASEAN)'

Nicholson omschrijft zichzelf als een 'euro-realist' en is tegen een federaal Europa ook is hij tegen het opnemen van de Euro als betaalmiddel in het Verenigd Koninkrijk.
- Virtual International Authority File: 315945558